# Andrei Rațiu
Andrei Florin Rațiu est un footballeur international roumain né le 20 juin 1998 à Aiud. Il évolue au poste de défenseur au Rayo Vallecano.

## Biographie

### En club
Né à Aiud, Rațiu déménage en Aragon, en Espagne, à l'âge de six ans et a rejoint l'équipe de jeunes de Villarreal depuis Andorra CF. Après avoir été régulièrement utilisé avec l'équipe C et B. Il a fait ses débuts en équipe première le 18 avril 2019 suivant, en commençant par une défaite 0-2 dans le derby face au FC Valence en Ligue Europa.
Le 4 août 2020, Rațiu a été prêté à l'équipe néerlandaise d'ADO Den Haag pour la saison. Il revient dans son club parent le 29 janvier suivant, après 12 apparitions.
Le 4 août 2021, Rațiu signe un contrat de trois ans avec le SD Huesca, récemment relégué en Segunda División.
Le 26 août 2023, il est transféré au Rayo Vallecano pour un demi million d'euros. Il y signe un contrat de 5 ans.

### En sélection nationale
Avec la sélection olympique, il participe aux Jeux olympiques d'été de 2020, organisés lors de l'été 2021 au Japon. Lors du tournoi olympique, il joue deux matchs. Avec un bilan d'une victoire, un nul et une défaite, la Roumanie est éliminée dès le premier tour.
Rațiu fait ses débuts avec l'équipe nationale de Roumanie le 2 septembre 2021, lors d'une victoire 2-0 contre l'Islande, à l'occasion des éliminatoires de la Coupe du monde 2022.
Il est retenu dans la liste des 26 joueurs roumains du sélectionneur Edward Iordănescu pour participer à l'Euro 2024.